# König der Piraten
König der Piraten (Originaltitel Raiders of the Seven Seas) ist ein US-amerikanischer Piratenfilm aus dem Jahr 1953 mit John Payne und Donna Reed in den Hauptrollen. Regie führte Sidney Salkow, der gemeinsam mit John O’Dea das Drehbuch schrieb. 

## Handlung
Der Pirat Barbarossa entführt auf einem seiner Raubzüge in der Karibik Alina, die Tochter des Gouverneurs von Havanna und Verlobte von Captain Jose Salcedo. Er verliebt sich in Alina, die sich auch in ihn verliebt, aber glaubt, dass sie ihm nichts bedeute und er nur an einem Lösegeld für sie interessiert sei. Auf Anraten seines Adjutanten Peg Leg will Barbarossa Gold, das er von Salcedo erpresst hat, zurückgeben um ihr so seine Liebe zu beweisen. Unterdessen hat der Pirat Renzo Alina zur Flucht verholfen, in der Hoffnung, sich so eine Amnestie für seine Verbrechen zu erkaufen. Als Peg Leg in Alinas Zelt kommt, um ihr zu erzählen, dass Barbarossa das Gold zurückschicken will, ersticht Renzo ihn.
Als am nächsten Morgen Peg Legs Leiche entdeckt wird und sowohl Alina als auch das Gold verschwunden sind, glaubt Barbarossa, dass Alina seinen Adjutanten ermordet hat. Er macht sich mit seiner Flotte auf den Weg nach Havanna, wohin Alina geflohen ist, und will die Stadt aus Rache vernichten. Renzo schafft es, vor den Piraten in Havanna zu sein, wo er Barbarossas Angriffsplan an  Salcedo verrät. Trotzdem wird er von diesem getötet.
Salcedo plant, Barbarossas in einer Bucht ankernde Flotte zu vernichten, während dieser auf dem Landwege Havanna angreift. Zu diesem Zweck segelt er mit seinen Schiffen zu der Bucht und lässt die Stadt ungeschützt zurück, obwohl er weiß, dass der Piratenangriff bevorsteht. Barbarossa nimmt Havanna ein, wo er auf Alina trifft. Sie berichtet ihm von Renzos Verrat, wodurch auch klar wird, dass er Peg Leg getötet hat. Es gelingt Barbarossa und seinen Männern, rechtzeitig wieder an der Bucht zu sein. Durch eine List können sie Salcedos Männer von ihren Schiffen locken und diese rauben. Während sie davonsegeln wird Salcedo wegen des Verrats, den er durch das Verlassen der Stadt begangen hat, verhaftet.

## Hintergrund
In den USA wurde König der Piraten am 27. Mai 1953 veröffentlicht, in der Bundesrepublik Deutschland kam er am 30. April 1954 in die Kinos, in Österreich im November 1954.

## Besetzung und Synchronisation
| Darsteller        | Deutscher Sprecher    | Rolle                 |
| ----------------- | --------------------- | --------------------- |
| John Payne        | Jochen Striebeck      | Barbarossa            |
| Donna Reed        | Traudel Haas          | Alida                 |
| Gerald Mohr       | Christian Rode        | Captain Jose Salcedo  |
| Lon Chaney junior | Michael Chevalier     | Peg Leg               |
| Anthony Caruso    | Hans-Werner Bussinger | Renzo                 |
| Henry Brandon     | Jürgen Kluckert       | Captain Goiti         |
| Skip Torgerson    |                       | Datu                  |
| Frank De Kova     | Reinhard Kuhnert      | Captain Romero        |
| William Tannen    | Karl Schulz           | Ramon                 |
| Christopher Dark  | Detlef Bierstedt      | Pablo                 |
| Claire Du Brey    |                       | Señora Salcedo        |
| Howard Freeman    | Heinz Theo Branding   | Bürgermeister Pompaño |
| Anthony Warde     | Klaus Sonnenschein    | Don Delgado           |

## Kritiken
„Bunter Piratenfilm nach den Regeln des Genres: Bewegung, Spannung, ein wildromantischer Märchenheld, einiges Kampfgetümmel und Sympathie für die räuberischen Korsaren.“